# Гюнтер Принцинг
Гюнтер Принцинг (на немски: Günter Prinzing) е германски византолог.

## Образование
Роден е на 24 септември 1943 г. в Хамбург. От 1963 до 1969 г. следва „Византология, славистика и история“ на Източна и Югоизточна Европа в университетите в Хамбург, Виена, Лион и Мюнхен. През лятото на 1971 г. в Мюнхенския университет му е присъдена докторска степен по специалността „Византология“ (научен ръководител Ханс-Георг Бек) за изследване на византийско-южнославянските отношения от началото на 13 век.

## Научно-преподавателска кариера
Младият доктор Принцинг получава първото си назначение веднага след като придобива научна степен. От 1971 до 1975 г. е асистент на професор Ханс Вилхелм Хаусиг в Института по история на Рурския университет, Бохум; от 1976 до 1982 работи при Ядран Ферлуга в Семинара по византология на Университета на Мюнстер, където през 1980 г., за работата си върху Сборника документи на охридския архиепископ Деметриос Коматенос, придобива право да преподава в специалността „Византология“ във висшите учебни заведения на ФРГ.
През февруари 1982 г. в Мюнстер получава академичната длъжност извънреден професор; през септември 1986 г. е назначен за редовен професор по византология на Семинара по история на Университета на Майнц. През 1993 г. отклонява поканата на Хамбургския университет да бъде избран в него за професор.
През 2008 г. се пенсионира, а от април 2009 г. негов приемник става Йоханес Палич.

## Основни направления в изследванията
Основните направления в изследванията на доктор Принцинг са свързани с историята на Византия и по-специално отношенията между Византия и Югоизточна Европа, респективно Източна Централна Европа. Други направления на интересите му са историята на църквата и историята на литературата.
Изследвания на проф. Принцинг са превеждани и публикувани в българската научна периодика. Той е и член на международната редакционна колегия на списание „Исторически преглед“.